# Draco abbreviatus
Draco abbreviatus Hardwicke & J.E. Gray, 1827, conosciuto anche come drago volante di Singapore, è una specie di lucertola della famiglia Agamidae, diffuso in Singapore e Malaysia.